# Frontière entre la Turquie et l'Union européenne
La frontière entre la Turquie et l'Union européenne est la frontière délimitant les territoires voisins sur lesquels s'exerce la souveraineté de la Turquie ou de l'un des États membres de l'Union européenne, en l'occurrence la Bulgarie et la Grèce.

Frontière entre la Turquie et l'Union Européenne.